# توماس داير سيلي
توماس داير سيلي (بالإنجليزية: Thomas Dyer Seeley)‏ هو نحال وأستاذ جامعي أمريكي، ولد في 17 يونيو 1952.